# Römisch-katholische Kirche im Tschad

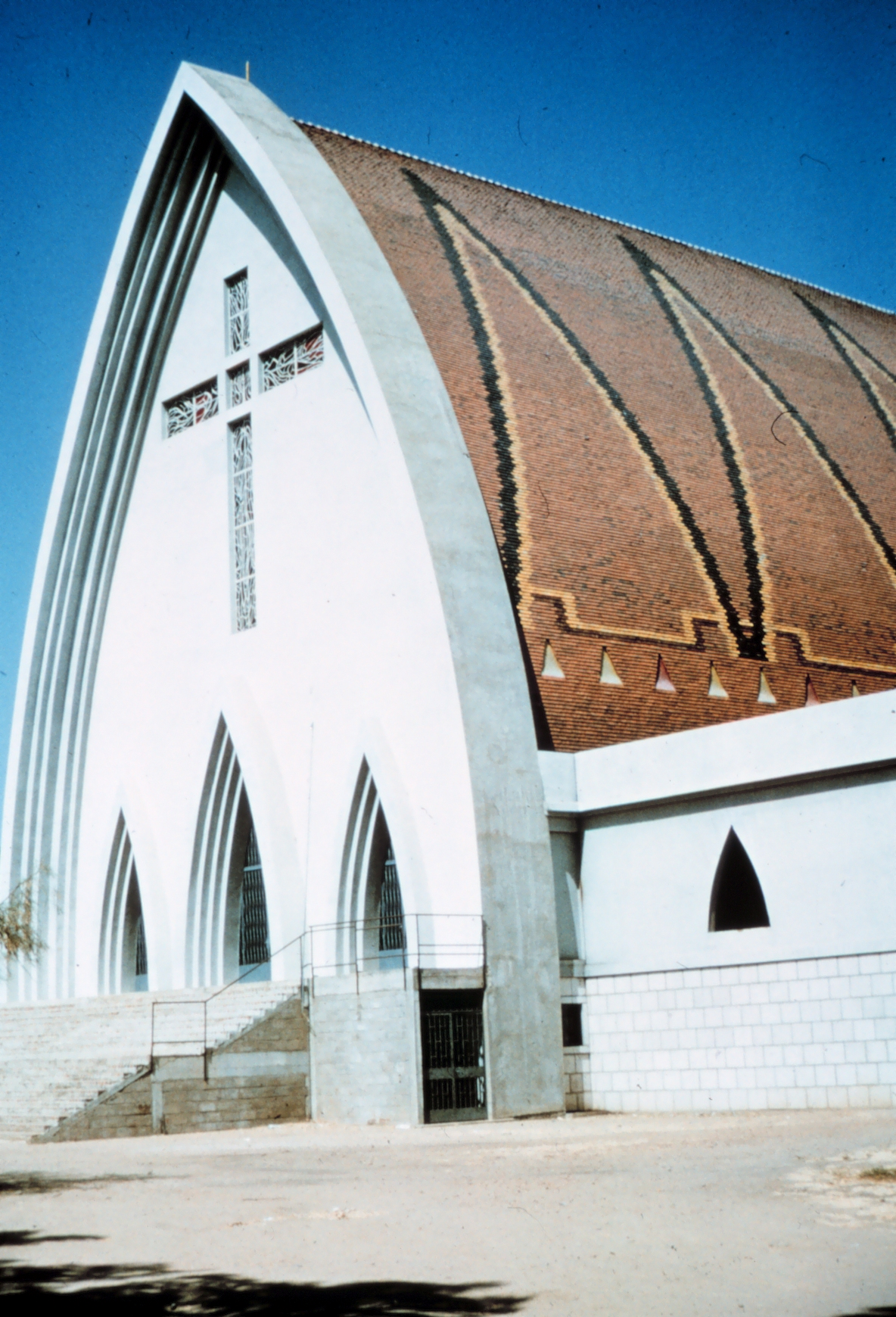
Kathedrale in N’Djamena

Die römisch-katholische Kirche im Tschad ist Teil der weltweiten römisch-katholische Kirche, die unter der geistlichen Leitung des Papstes in Rom steht.

## Überblick
Die ersten Missionare kamen in Fort Lamy (seit 1973: N’Djamena) und in Moundou im Süden des Landes an. Der Katholizismus im Tschad breitete sich im Vergleich zur Situation in anderen afrikanischen Ländern erst spät aus, nämlich in den 1930er Jahren. Der Tschad wurde damals von dem Apostolischen Vikariat Khartum im Sudan, das sich in italienischer Hand befand, verwaltet.
Im Jahr 1929 ließen sich zwei Spiritanerpatres aus Bangui in Kou, nahe dem heutigen Moundou, nieder. Am 22. März 1946 wurden durch ein Dekret des Vatikans drei Jurisdiktionen für die Jesuiten, die Oblaten Mariens und die Kapuziner eingerichtet; es folgten die Diözesen Fort-Lamy, Fort-Archambault, Moundou und Pala.
Als säkulares Land setzt sich die Bevölkerung des Tschad aus Christen (Katholiken und Protestanten) und Muslimen zusammen. Die katholische Gemeinschaft im Tschad besteht vor allem aus Christen, die im Süden und im Zentrum des Landes leben. Sie macht mehr als 25 % der christlichen Gemeinschaft im Tschad aus.
Zwischen dem Tschad und dem Heiligen Stuhl bestehen seit 1973 diplomatische Beziehungen, seit 1989 auf Botschafterniveau. Apostolischer Nuntius ist seit Januar 2023 Erzbischof Giuseppe Laterza.
Am 31. Januar 1990 besuchte Papst Johannes Paul II. den Tschad.

## Gliederung
- Erzbistum N’Djaména
  - Bistum Doba
  - Bistum Goré
  - Bistum Koumra
  - Bistum Laï
  - Bistum Moundou
  - Bistum Pala
  - Bistum Sarh
- Apostolisches Vikariat Mongo